# Irena Bogoczová
Irena Bogoczová (* 7. září 1961 Český Těšín) je česká lingvistka, slavistka a vysokoškolská pedagožka. Zabývá se zejména psycholingvistikou, sociolingvistikou a bilingvními studiemi.